# Lorie
Лорі (англ. Lorie повне ім'я — Laure Pester; *2 травня 1982, Франція) — французька поп-співачка.
Лорі — мультиплатинова співачка. На грудень 2007 року у світі було продано 8 мільйонів екземплярів її альбомів та синглів. Також відома як комедіантка. Вона озвучувала французькою чимало іноземних фільмів такі як Stuart Little 2. Вона знімалася на TF1 у фільмі De feu et de glace («Вогонь і лід») та як запрошена зірка у Модель Паріса в високорейтинговій американській мильній опері The Young and the Restless.
У 2009 році співачка запустила лінію одягу “Lorie”, котра продається тільки в бутіках Z у Франції.

## Дискографія
- 2001 : Près de Toi (Поряд з тобою)
- 2002 : Tendrement (Ніжно)
- 2004 : Attitudes (Схильність)
- 2005 : Best Of (Найкраще)
- 2005 : Rester la même (Залишатися такою ж)
- 2007 : 2lor en moi ?

## DVD
- Je serai (ta meilleure amie) (Я буду твоєю найкращою подругою)
- Près de Vous (Поряд з Вами)
- Tendrement Vôtre (Ніжно Ваша)
- Live Tour
- Week End Tour
- Best Of (Найкраще)
- Live Tour 2006